# Oxana Borissowna Kasakowa
Oxana Borissowna Kasakowa (russisch Оксана Борисовна Казакова; * 8. April 1975 in Leningrad) ist eine russische Eiskunstläuferin, die im Paarlauf startete.
Oxana Kasakowa begann im Alter von vier Jahren mit dem Eiskunstlaufen.
Ihr erster Eiskunstlaufpartner war Andrei Mochow. Mit ihm wurde sie 1991 Vierte bei den Juniorenweltmeisterschaften.
Im gleichen Jahr wechselte sie den Partner und lief fortan mit Dmitri Suchanow. Mit ihm wurde sie 15. bei der Weltmeisterschaft 1993.
Ab 1995 trat Oxana Kasakowa mit Artur Dmitrijew an, der seine erfolgreiche Karriere nach der Trennung von Natalja Mischkutjonok fortsetzen wollte. Sie wurden von Tamara Moskwina trainiert. Ihre Trainingsstätte war der Jubilejni Sportpalast. Sie wurden 1996 in Sofia Europameister und 1998 in Mailand Vize-Europameister. Ihre einzige Weltmeisterschaftsmedaille gewannen sie mit Bronze 1997 in Lausanne. Der größte Erfolg des Paares Kasakowa und Dmitrijew war aber der Olympiasieg 1998 in Nagano vor ihren favorisierten Landsleuten Jelena Bereschnaja und Anton Sicharulidse. Nach der Weltmeisterschaft 1998 beendeten sie ihre Amateurlaufbahn und wechselten zu den Profis.
Oxana Kasakowa war von 1996 bis 2000 mit Alexei Nowitski verheiratet. 2004 heiratete sie Konstantin Kowalenko, ein Jahr später kam ihre gemeinsame Tochter zur Welt. 2008 trennte sich das Paar. Kasakowa arbeitet als Trainerin in St. Petersburg. Sie trat auch in Eiskunstlaufsendungen im russischen Fernsehen auf.

## Ergebnisse

### Paarlauf
{mit Dmitri Suchanow}
| Wettbewerb / Jahr           | 1992 | 1993 | 1994 | 1995 |
| --------------------------- | ---- | ---- | ---- | ---- |
| Weltmeisterschaften         |      |      | 15.  |      |
| Sowjetische Meisterschaften | 4.   |      |      |      |
| Russische Meisterschaften   |      | 4.   | 5.   | 4.   |

(mit Artur Dmitrijew)
| Wettbewerb / Jahr         | 1995 | 1996 | 1997 | 1998 |
| ------------------------- | ---- | ---- | ---- | ---- |
| Olympische Winterspiele   |      |      |      | 1.   |
| Weltmeisterschaften       |      | 5.   | 3.   | Z    |
| Europameisterschaften     |      | 1.   |      | 2.   |
| Russische Meisterschaften |      | 3.   |      | 3.   |